# Nhill Airport
Nhill Airport är en flygplats i Australien. Den ligger i kommunen Hindmarsh och delstaten Victoria, omkring 340 kilometer nordväst om delstatshuvudstaden Melbourne. Nhill Airport ligger 136 meter över havet.
Trakten runt Nhill Airport är nära nog obefolkad, med mindre än två invånare per kvadratkilometer..
Trakten runt Nhill Airport består till största delen av jordbruksmark. Genomsnittlig årsnederbörd är 411 millimeter. Den regnigaste månaden är juni, med i genomsnitt 70 mm nederbörd, och den torraste är januari, med 11 mm nederbörd.